# Damana Adia Pickass
Damana Adia Pickass ist ein ivorischer Politiker. Er war im Dezember 2010 Mitglied der Unabhängigen Wahlkommission und gilt als Anhänger von Laurent Gbagbo.
Pickass war Vizevorsitzender der Schüler- und Studentenvereinigung der Elfenbeinküste (FESCI).
Am Abend des 30. Novembers 2010 scheiterte der erste Versuch im Sitz der Wahlkommission die Endergebnisse der Präsidentschaftswahlen 2010 bekanntzugeben. Anwesend waren die Kameras des staatlichen Rundfunks Radiodiffusion-Télévision ivoirienne (RTI) und verschiedener internationaler Sender wie RFI, BBC, CNN und Radio 24. Bei der Verkündung der ersten Teilergebnisse durch den Sprecher der CEI hinderte ihn Damana Adia Pickass mit Gewalt und den Worten „Wir haben diese Ergebnisse nicht autorisiert“ am Weitermachen. Es folgte die Regierungskrise 2010/2011.
Im Oktober 2021 wurde Damana Adia Pickass zur Generalsekretärin der PPA-CI ernannt. neue politische Partei von Laurent Gbagbo gegründet.
Am 24. Februar 2023 wurde Damana Pickass wenige Tage nach einer Tournee in Abidjan, bei der er an der Adresse der ivorischen Behörden virulente Bemerkungen gemacht hatte, unter gerichtliche Aufsicht gestellt.